# アイル山地

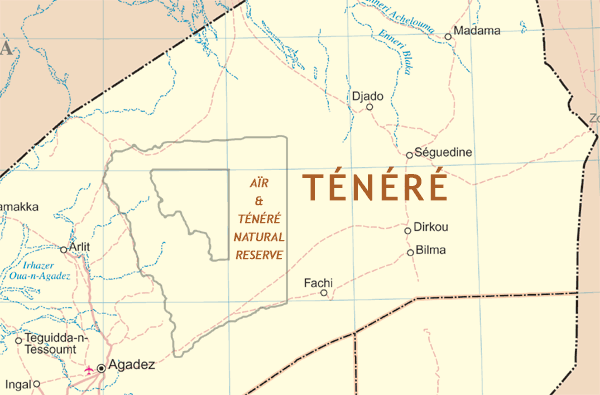
（上から見て）三角形の山地。Ténéréの表示はテネレ。

アイル山地（アイルさんち、フランス語: Le massif de l'Aïr）は、サハラのエコリージョンに属するニジェールの山地。北緯17度に位置し、70,000km2の面積を持つ。この山地は標高500 - 900mの辺りが平に開けていて、花崗岩質の山頂が点在している。アイル山地の一部はテネレの一部とともに、「アイル・テネレ自然保護区」としてユネスコの世界遺産に登録されている。

## 地理
ニジェールの北西に位置し、南北方向に300km、東西方向には200kmに伸びる（上から見て）三角形の山地である。標高はしばしば900mを越え、最高峰はバグザーヌ山脈（les monts Bagzane）のアンドゥカ＝ン＝タグレス山（le mont Indoukat-n-Taglès、標高2022m）である。
南の斜面はチギディ断崖（la falaise de Tiguidit）の窪地に嵌り込んでおり、東の斜面はテネレに接している。西にはすぐにタラク平原（la plaine du Talak）、アザワク地方（Azawak）、タメスナ地方（Tamesna）などが開けている。
アイル山地の中心都市はアガデズ（Agadez）であり、これはトゥアレグの居留地である。そこに暮らす人々は、ヤギやヒトコブラクダに生計の基盤が置かれており、それらから肉や乳、あるいは地元の工芸に使う皮革などを手に入れる。
定住を選んだトゥアレグの中には、ティミア、タベロ、ウデラス、イフェルアーヌなどの村々で暮らすものたちもいる。彼らは農業を営み、タマネギ、トマト、ジャガイモ、ニンニクなどの野菜類や、トウモロコシ、小麦、木に生る果実類（オレンジ、グレープフルーツ、ザクロなど）を栽培している。また、ヤギなども飼っている。これに対し放浪のトゥアレグのキャラバンは、定住のトゥアレグやテネレのオアシスの人々と、塩、綿織物、ナツメヤシなどの交易を行っている。
一帯の小川、オアシス、沼地はチーター、バーバリーシープ、ドルカスガゼル、アダックス、アオサギ、ウタオオタカ、エジプトハゲワシ、アフリカワシミミズク、シュバシコウなどの生息地で、2005年にラムサール条約登録地となった。

## 気候
標高の高さによって、アイル山地は降水量の少なさ（年間平均75 - 160mm）にもかかわらず、周辺の砂漠地帯に比べると、緑に恵まれている。とりわけ雨季にあたる8月、9月はそうである。

## 植物相
植物相は主にサハラ＝スーダン型（type sahélo-soudanienne）で、平原のものとは異なっているが、様々な植物を見ることが出来る。標高500 - 900m地帯ではサルバドラ・ペルシカ（Salvadora persica）など何種類かの木々が存在し、900mをこえるとアカシア属が見られる。そして1500mをこえると、オリーブの木やイトスギなどが生えている。

## 動物相
アイルには40種類の哺乳類、165種類の鳥類、18種類の爬虫類、1種類の両生類が生息している。そのうちの数種は生存が脅かされていると考えられ、9種類が絶滅危惧種に指定されている。例えばアダックスやダチョウは今でもアイルに生息するが、密猟や旱魃で脅かされている。

### 有蹄動物
アイルには、生存の脅かされているサハラの有名な有蹄類がいる。1990年には、12000頭のドルカスガゼル、170頭のダマガゼル、3500頭のバーバリーシープがいると見積もられており、特にバーバリシープはニジェール国内の生息数の70%とされた。
ドルカスガゼルとバーバリーシープの数は自然保護区の設立以降増加しているようだが、ダマガゼルは密猟などによって減少傾向にある。アダックスの数は1979年以降漸減し、15頭にまで減ってしまった。シロオリックスに至っては1983年以降目撃されておらず、絶滅したと考えられている。

### 肉食獣
ライオンやリカオンといったサヘルの大型動物は、20世紀初頭には狩猟や毒殺によって滅ぼされていったが、いくつかの種は残った。なおも15-20頭のチーター、数頭のハイエナがサルなどを餌にして暮らしている。
小型肉食獣の数はまだ十分にいる。たとえばこの地域ではキンイロジャッカル、フェネック、カラカル、スナネコなどが確認されている。

### サル
山地の中央部には、おそらく近親交配によると思われる70頭のアヌビスヒヒや500頭のパタスモンキーの孤立した集団が生息している。これらの集団は、厳密にはこの地域固有の亜種である。

### 小型哺乳類
山地ではケープハイラックス、穴を掘るネズミ目、コウモリ、ヤマアラシなどが観測されている。

### 鳥類
サケイ科やゴシキドリ科、ハト科、ヒバリ科など様々な鳥が生息しており、アカハシコサイチョウなども確認されている。また、アイル山地西部は、アフリカにおけるダチョウの最後の大規模生息地でもあり、1990年には800-2000頭と見積もられていたのだが、2001年にはほとんどが姿を消してしまった。
この辺りは85種類に及ぶ渡り鳥たちも見られる。それらの鳥は越冬する場所に渡る途上で、この地域にも飛来するのである。

### 爬虫類
アイル山地には様々な種類のヘビが生息している。クロクビコブラ、パフアダー、サハラツノクサリヘビなどといった毒蛇類も多い。

## 洞窟壁画
アイル山地は紀元前6000年から紀元1000年頃にわたる洞窟壁画の存在でも知られている。この壁画は、主に尖った石器や金属器（紀元前1200年以降）で、岩を削って描いたものである。最も古い絵が表しているのは、多くの大型哺乳類によって示されているように、この辺りが牧畜に適した地帯だったということである。この地帯の絵では、1999年にダブー（Dabous）で発見され、全世界に知られるようになった5メートルを越すキリンの絵（ダブーのキリン）が有名である。
しかし、紀元前三千年紀中に砂漠化が始まり、トゥアレグも北方からこの地に流入した。その後の絵には、戦車や馬などが描かれた戦いの絵も見られる。